# Currais
Currais est une municipalité brésilienne située dans l'État du Piauí.